# Orthoperus pilosiusculus
Orthoperus pilosiusculus là một loài bọ cánh cứng trong họ Corylophidae. Loài này được Jacquelin du Val miêu tả khoa học đầu tiên năm 1859.